# Visit of President Loubet: Review at Aldershot
Visit of President Loubet: Review at Aldershot è un cortometraggio muto del 1903. Il nome del regista non viene riportato nei credit del film né vi appare quello di un operatore. La Hepworth riprese la visita di Loubet in due documentari di trenta metri ciascuno. In questo, girato ad Aldershot, si passano in rivista le truppe dell'esercito.
Il presidente francese Émile Loubet - che restò in carica dal 1899 al 1906 - visitò Edoardo VII recandosi a Londra in visita ufficiale nel 1903. Loubet giunse nella capitale britannica il 6 luglio e l'incontro con Edoardo, che si era in precedenza recato a Parigi nel maggio dello stesso anno, consolidò le basi di quella che sarebbe, in seguito, stata chiamata l'Entente cordiale, l'intesa amichevole tra Francia e Regno Unito, intesa che venne ratificata l'8 aprile 1904 da un accordo franco-inglese firmato dall'ambasciatore francese a Londra Paul Cambon e dal segretario di Stato al Foreign Office, Lord Lansdowne.

## Produzione
Il film fu prodotto dalla Hepworth. Venne girato ad Aldershot, divenuta - al tempo della guerra di Crimea - base dell'Esercito britannico.

## Distribuzione
Distribuito dalla Hepworth, il documentario - un cortometraggio della lunghezza di trenta metri - presumibilmente uscì nelle sale cinematografiche britanniche nel 1903.
Non si hanno altre notizie del film che si ritiene perduto, forse distrutto nel 1924 quando il produttore Cecil M. Hepworth, ormai fallito, cercò di recuperare l'argento del nitrato fondendo le pellicole.